# HD126504
HD126504 — хімічно пекулярна зоря спектрального класу A2, що має видиму зоряну величину в смузі V приблизно  5,8.
Вона  розташована на відстані близько 190,1 світлових років від Сонця.